# قطعنامه ۲۷۶ شورای امنیت
قطعنامه ۲۷۶ شورای امنیت سازمان ملل متحد که در تاریخ ۳۰ ژانویه ۱۹۷۰ تصویب شد، سندی بین‌المللی دربارهٔ وضعیت نامبیا است. این قطعنامه طی نشست ۱٬۵۲۹ام
با ۱۳ موافق،۰ مخالف و۲ ممتنع تصویب شد.